# Biomega
Biomega (バイオメガ Baiomega?) es un manga escrito e ilustrado por Tsutomu Nihei, serializado en la revista Ultra Jump de Shūeisha entre el 14 de junio de 2004 y el 19 de enero de 2009 y recopilado en seis volúmenes tankōbon.

## Argumento
La historia tiene lugar en un escenario futurista y sombrío, en una Tierra dominada por organizaciones planetarias y caracterizada por una tecnología imponente. La historia comienza en la isla artificial 9J0, ahora abrumada por los efectos del virus N5S que ha transformado a todos sus habitantes en criaturas sin intelecto, comúnmente llamadas «drones». En este lugar poblado exclusivamente por tales monstruosidades, Zoichi Kanoe, un ser humano sintético, se mueve a bordo de su motocicleta, junto con la inteligencia artificial Fuyu Kanoe. Los dos buscan posibles humanos adaptados al virus y pronto se encuentran con Ion Green, una joven con increíbles habilidades regenerativas y aparentemente inmune al virus.

## Personajes
Zoichi Kanoe (庚 造一 Kanoe Zōichi?)
El personaje principal del manga. Es un humano sintético creado por TOA Heavy Industries, y está en una misión para encontrar humanos que se hayan adaptado al virus N5S. Se encuentra con Ion Green en una instalación de máxima seguridad, en el distrito sur 17 de 9JO. No puede rescatar a Ion cuando es tomada por el Departamento de Salud Pública y comienza a rastrearla. Su arma es una pistola de fuego rápido y monta una motocicleta HDC-08B-3 TOA Industries. También está equipado con un rifle acelerador lineal tipo 4000-XL y un hacha para el combate cuerpo a cuerpo.
Fuyu Kanoe (カノエ·フユ Kanoe Fuyu?)
Es la personalidad holográfica de la IA de la motocicleta negra montada por Zoichi. Ella ayuda a Zoichi con el análisis situacional y también lo asesora sobre estrategias. Al igual que otros sistemas de inteligencia artificial en el manga, está preprogramada con emociones.
Nishu Mizunoe (壬 二銖 Mizunoe Nishu?)
Es una mujer sintética humana que hace contacto con Kozlov Leifnovich Grebnev mientras está en una misión para encontrar a Loew Grigorievic Grebnev, uno de los fundadores originales de la Fundación de Recuperación de Datos. Ella tiene armas y vehículos similares a los de Zoichi.
Shin Mizunoe (ミズノエ·シン Mizunoe Shin?)
Es la IA masculina que pertenece a Nishu.
Niardi (ニアルディ Niarudi?)
Principal antagonista del manga, así como jefe supremo del DRF. Está dotado de poderes paranormales y parece joven a pesar de tener cientos de años. Es capaz de comprender y extrapolar información de lo que toca y puede ejercer un control mental poderoso sobre quién entra en contacto con ella. Su poder a menudo se manifiesta en forma de pequeños tentáculos blancos.
Ion Green (イオン·グリーン Ion Gurīn?)
Es una niña aparentemente inmortal de 17 años que se ha adaptado al virus N5S. No tiene padres y vive con Kozlov Leifnovich Grebnev en la casa de su abuelo en el distrito sur 17 de 9JO. Tiene un factor de curación súper regenerativo. Es detenida por el Departamento de Salud Pública, después de lo cual rara vez aparece en el manga. Ella lleva algún tipo de espora en ella que puede convertir a todos los Drones en humanos normales.
Kozlov Leifnovich Grebnev (コズロフ·レーフヴィチ·グレブネフ Kozurofu Rēfuvichi Gurebunefu?)
Es un científico que se transfirió al cuerpo de un oso para evitar el virus N5S. Como oso, puede caminar erguido, hablar e incluso empuñar armas como lo haría un humano. Vivía con Ion Green y trató de protegerla cuando un oficial de patrulla del Departamento de Salud Pública vino a buscarla. Se hace amigo de Zoichi y Nishu después de un comienzo hostil con ambos.

## Manga

### Lista de volúmenes
| N.º | Fecha de lanzamiento     | ISBN original      | Fecha de lanzamiento en español | ISBN en español    |
| --- | ------------------------ | ------------------ | ------------------------------- | ------------------ |
| 1   | 19 de enero de 2007      | ISBN 9784088772103 | 1 de octubre de 2008            | ISBN 9788498850598 |
| 2   | 19 de enero de 2007      | ISBN 9784088772110 | –                               | –                  |
| 3   | 17 de agosto de 2007     | ISBN 9784088773179 | 1 de abril de 2009              | ISBN 9788498851175 |
| 4   | 19 de febrero de 2008    | ISBN 9784088774053 | 1 de octubre de 2008            | ISBN 9788498852530 |
| 5   | 19 de septiembre de 2008 | ISBN 9784088775173 | 1 de enero de 2010              | ISBN 9788498852950 |
| 6   | 19 de marzo de 2009      | ISBN 9784088776224 | 1 de abril de 2010              | ISBN 9788498853742 |